# Plavuník zploštělý
Plavuník zploštělý (Diphasiastrum complanatum) je drobná plavuňovitá rostlina vytvářející kolonie. Vzácně se vyskytuje i v Čechách.

## Popis
Plavuník zploštělý patří mezi plavuňovité rostliny. Charakteristický je zelenými větvemi, které jsou vidličnatě větvené a ploché. Vyrůstají z plazivé lodyhy. Listy jsou nestejně velké, šupinovité a na neplodných větévkách uspořádány ve čtyřech řadách. Výtrusné klásky vyrůstají po dvou až pěti, na dlouhých vidličnatě větvených stopkách. Stopky jsou 2–10 cm dlouhé, jen řídce porostlé čárkovitými listy. Výtrusné listy jsou hnědavé, vejčité, krátce a náhle zašpičatělé. Podzemní část rostliny tvoří dlouhý nezelený oddenek, který může dorůstat i více než jednoho metru. Plavuník vytváří kruhovité kolonie, dorůstající na periferiích.

## Ekologie
Roste většinou na kyselých půdách a to na vřesovištích, rašeliništích či řídkých většinou listnatých lesích a to v podhorských a horských oblastech.

## Rozšíření
Plavuník je rozšířen na severní polokouli. Nalézt ho můžeme v Evropě, Severní Americe a Asii. V rámci České republiky byl nalezen například v západních Čechách (Rybníčky u Podbořánek), Orlických horách či na Šumavě.

## Ohrožení a ochrana
Rostlina patří mezi ohrožené druhy. Podle českého značení skupina C3, podle mezinárodního IUCN: vulnerable, zkratka VU.